# Hábitat espacial inflável
Hábitat espacial inflável são estruturas  pressurizadas capazes de sustentar vida no espaço sideral, cujo volume interno aumenta após o lançamento.

## Pesquisas
As principais áreas de investigação estão sendo realizadas por Bigelow Aerospace e da NASA. A NASA está estudando atualmente bases lunares infláveis com o habitat  de superfície planetária.